# Эскадренные миноносцы типа «Эстергётланд»
Тип «Эстергётланд» (швед. Östergötlandsklass) — серия шведских эсминцев 1950-х годов. В 1955—1959 годах для КВМС Швеции были построены четыре корабля этого типа. В 1960-х — 1970-х годах все корабли этого типа прошли ряд модернизаций, наиболее значительной из которых стала установка пусковой установки ЗРК RB-07. Сняты с вооружения все эсминцы типа «Эстергётланд» были в 1982—1983 годах.

## Представители
| Название                  | Номер | Судоверфь                             | Закладка        | Спуск на воду  | Вступление в строй | Судьба                                        |
| ------------------------- | ----- | ------------------------------------- | --------------- | -------------- | ------------------ | --------------------------------------------- |
| Эстергётланд Östergötland | J 20  | Götaverken, Гётеборг                  | 1 сентября 1955 | 8 мая 1956     | 3 марта 1958       | снят с вооружения 1 июля 1982 и пущен на слом |
| Сёдерманланд Södermanland | J 21  | Eriksberg, Гётеборг                   | 1 июня 1955     | 28 мая 1956    | 27 июля 1958       | снят с вооружения 1 июля 1982 и пущен на слом |
| Гестрикланд Gästrikland   | J 22  | Götaverken, Гётеборг                  | 1 октября 1955  | 6 июня 1956    | 14 января 1959     | снят с вооружения 1 июля 1982 и пущен на слом |
| Хельсингланд Hälsingland  | J 23  | Eriksberg, Гётеборг и Kockums, Мальмё | 1 октября 1955  | 14 января 1957 | 17 июня 1959       | снят с вооружения 1 июля 1983 и пущен на слом |